# 鲨海
《鲨海》（英語：47 Meters Down）是一部2017年英国求生恐怖电影，由约翰内斯·罗伯茨执导，罗伯茨和恩内斯特·里拉编剧，克莱尔·霍尔特和曼迪·穆尔主演。影片改编自真实故事，两姐妹到墨西哥度假，受邀体验铁笼潜水，近距离欣赏鲨鱼。然而，牵引的绳子意外断开，铁笼掉进海床，两姐妹困于其中，她们的空氣不足，加上大白鲨在附近徘徊，必须想办法逃跑。影片于2017年6月16日在美国上映，7月26日登陆英国。该片口碑褒贬不一，但票房上成功，全球票房超过5300万美元，突破550万美元的预算。

## 剧情
丽莎和凯特两姐妹到墨西哥度假。丽莎的男朋友怪她太沉闷，刚和她分手。为了让丽莎振作，半夜1点，凯特带丽莎去酒吧喝酒跳舞，偶遇一对当地人。两人说服她们和他们乘船出海，在潜水笼中观赏鲨鱼。丽莎有所犹豫，但凯特说服她，说这样能向男朋友她不沉闷，让他为分手感到后悔。
姐妹俩来到和当地人见面的地方。第一眼看上去，那艘船平淡无奇，丽莎立马警惕这艘船和船东泰勒船长。船长见到两人，问她们有没有潜水经验。凯特已经拿到潜水证，但丽莎对潜水一无所知，于是她们谎称都有经验。潜水笼老旧且锈迹斑斑，被绑着旧起重机的细绳牵引着，这进一步加深了丽莎的疑虑。
众人来到铁笼潜水点，泰勒船长把鲨鱼引诱过来。丽莎对潜水的全过程表示怀疑，但泰勒船长消除了她的担忧。当地人打头阵先潜水，期间船上的人都不知道牵着铁笼的缆绳开始破损，但当地人毫发无损地上岸了，泰勒船长便准备把丽莎和凯特送下去。丽莎和凯特还在笼里，缆绳脱离船，两人一头扎进47米深的海床，在通信范围之外。凯特又到40米深的地方，重新联系上泰勒船长，船长告诉她哈维尔会带着备用绞盘把她们拉上来。由于附近有鲨鱼，他建议两人先呆在笼子里。两人的空氣开始迅速耗尽，但她们还在笼里等，直到看到远处有手電筒的亮光。丽莎认为哈维尔不看到她们，而凯特的空气因之前游泳而减少，她便游出铁笼找他。丽莎朝着光线游向海地，避免鲨鱼从底部袭击。期间有鲨鱼想攻击丽莎，丽莎游进小石窟避开。她继续游向亮光，却来到一个深不见底的裂缝。
游过裂缝，朝着亮光，她找到了手電筒，却没有发现哈维尔。她环顾四周，对自己和笼子与凯特的距离感到困惑。就在哈维尔出现，尝试把她带回安全地带时，他遭到鲨鱼的袭击不幸身亡。丽莎带着哈维尔的矛枪和备用绞盘，朝着笼子游回去。拿着新获得的信号弹和矛枪，丽莎游了上去，注意到泰勒正把她们拉上来。在她们被拉到安全地带的时候，灾难又发生了，備用的紋線太細支撐不住重量而斷裂，笼子又掉进海床。这一次，笼子把丽莎的腿压住了。丽莎和凯特意识到她们的去路和空气不多，万分焦急。
凯特决定游到通信范围内，以便告知泰勒她们氧气不多和丽莎的险境，对方告诉她正把一些压缩空气罐放下去，在墨西哥海岸警卫队抵达前拖一个小时。他警告称，用第二个空气管可能导致氮醉，会产生幻觉。发现原本的气罐空了的凯特找到了新的气罐，还发现了给警卫队指路的三枚信号弹。
回到笼中，凯特被一条鲨鱼袭击并拖走。仍被压着的丽莎眼看空气耗尽，利用矛枪发射长矛把气罐拉向自己。期间，她的手被矛扎伤。新的气罐还没装好，凯特便用无线电和她联系。凯特受伤了，空气也不多，血正吸引更多的鲨鱼。丽莎告诉她会找到她的，让她用自己的浮力补偿器把笼子抬起来，把腿松开。丽莎找到凯特后，泰勒告诉她们海岸警卫队还有一段时间从能到，要她们回到笼子里。鉴于凯特受伤严重，丽莎坚决拒绝，决定游上水面。两人开始往上游，用三枚信号弹的其中一枚吓唬鲨鱼。到了20米深处，泰勒提醒她们要等5分钟使用血液水平。期间，信号弹燃尽。凯特把信号弹扔掉，拿出第二根。丽莎点燃第三根，突然照到了鲨鱼的脸。两姐妹现在被鲨鱼包围，必须冲上水面。
泰勒喊她们扔掉装备，为浮上水面休息一下。她们尽可能快地游到船边。当她们抱着救生圈上船时，有鲨鱼咬住了丽莎的腿，把她拉回水里。丽莎打中鲨鱼的眼睛，鲨鱼松开了她。泰勒船长和其他人把丽莎和泰勒拉上船，给她们做急救。然而，丽莎盯着自己放在船甲板上的手，产生幻觉一段时间，原來這一切都只是幻覺，事實上麗莎仍被鐵籠壓在海底，直到警衛隊潛水員來到她身旁救她......

## 演员
- 曼迪·穆尔 饰 丽莎（Lisa）
- 克莱尔·霍尔特 饰 凯特（Kate）
- 克里斯·J·约翰逊（英语：Chris J. Johnson） 饰 哈维尔（Javier）
- 雅尼·戈尔曼（英语：Yani Gellman） 饰 路易斯（Louis）
- 圣地亚哥·A·塞古拉（Santiago A. Segura） 饰 本杰明（Benjamin）
- 馬修·莫汀 饰 泰勒船长（Captain Taylor）

## 发行
次元影业最初计划于2016年8月2日以DVD和视频点播模式在北美发行影片。然而，2016年7月25日，《综艺》报道次元影业将发行权卖给娱乐制片公司。娱乐制片取消8月2日的家庭发行，反而承诺于2017年夏在美国剧院上映。影片制作名称为《47 Meters Down》，次元家庭发行时将其改为《在深处》（In the Deep），娱乐制片收购影片后又改回原名。次元影业在达成交易前，派出保安将DVD交付给零售商，后来名为《在深处》的DVD被召回。然而，部分零售商提前于上映日出售部分碟片，其中有些出现在eBay成为收藏家的藏品。购买后，娱乐制片将片名改为《47 Meters Down》。影片于2017年6月16日在美国公映。

### 票房
截至2017年9月10日，影片北美票房达到4420万美元，海外票房900万，合计5320万，超出550万的预算。
影片在北美与《万视瞩目》、《仓皇一夜》和《赛车总动员3：极速挑战》同期上映，最初预计上映首周末会从2300家剧院收获500万美元票房。包括周四晚点映，首日票房为73.5万美元，周末预计增至1100万美元。票房以1150万美元的成绩空降票房榜第五位。次周末票房同比下降34%，为740万美元，位列第四。到2017年9月，影片是2017年票房最高的独立电影。

### 专业评价
影片在评论聚合网站烂番茄上获得54%的新鲜度，平均分5.4（满分10），评论有107条。网站共识指出：“《鲨海》并没有尽可能快地把恐怖元素提前到应有的地方，但那些大牙齿的对手仍然为那些要求不高的恐怖片爱好者们带来刺激”。Metacritic根据24条评论打出52分，表示“褒贬不一”。影院评分的观众评分为“C”级（范围从A+到F）。

## 续集
2017年9月8日，制片方The Fyzz Facility宣布正创作续集《48米深》（48 Meters Down）。罗伯茨、里拉和哈里斯将再度分别出任导演兼编剧、联合编剧、制片人。续集在巴西拍摄，聚焦于一群决定不走常规路线探索水下深藏的遗迹的年轻人。制片由Altitude Film Distribution负责监督，目前正在多伦多寻找买家。娱乐制片将再次负责影片发行，《絕鯊47：猛鯊出籠》于2019年8月在美國上映。